# Полибан
Полибан — действующий исторический фуникулёр в Цюрихе. Поднимаясь по склону горы Цюрихберг, соединяет Центральную площадь города с главным зданием Высшей технической школы (ETH Zürich). Встроен в систему городского пассажирского транспорта, перевозит до 2 миллионов пассажиров в год, занимая по пропускной способности второе место среди фуникулёров Швейцарии.
Два вагона фуникулёра движутся по железнодорожному пути с шириной колеи 1 метр, имеющему один разъезд. Каждый из них вмещает 50 пассажиров и покрывает путь в 176 метров за одну минуту и сорок секунд. Перепад высот между нижней и верхней станцией — 41 метр. Запоминающейся особенностью Полибана стала его нижняя станция, встроенная в здание, — красная кабинка эффектно выезжает прямо из стены жилого дома, проносясь над улицей и трамвайной линией. Популярны у туристов открытые площадки вагонов, расположенные с их верхних торцов.
История фуникулёра.
- 1875 — зарождение идеи о соединении вокзала с политехникумом и далее вверх по горе, первоначально речь шла о ветке горной железной дороги с тоннелем.
- 1886 — основание компании Zürichbergbahn и получение лицензии на строительство.
- 9 января 1889 — запуск фуникулёра, получившего имя по ETH Zürich, называвшейся тогда Федеральной политехнической школой. Вагоны были снабжены водяными баками и приводились в движение путём заполнения бака движущегося вниз вагона на верхней станции и опорожнения на нижней.
- 1897 — переоборудование системы на электрический привод.
- 1950-е годы — фуникулёр перестал приносить прибыль, стал вопрос о его закрытии.
- 1976 — выкуп Полибана банковской корпорацией SBG, ремонт и передача в эксплуатацию транспортному управлению Цюриха.
- 1996 — реконструкция системы в соответствии современными стандартами безопасности, замена трёхрельсовой схемы на двухрельсовую, перевод на автоматическое управление. При этом исторические деревянные кабинки были заменены новыми, что вызвало протест у защитников памятников культуры.